# Präsidentschaftswahl in Afghanistan 2004
Die Präsidentschaftswahl in Afghanistan 2004 war die erste Präsidentschaftswahl in Afghanistan nach dem Sturz des Taliban-Regimes im Oktober 2001. Gewählt wurde am 9. Oktober 2004 Hamid Karzai mit 55,4 %. Einige weitere Kandidaten waren Junus Ghanuni mit 16,3 %, Hadschi Mohammed Mohaqiq mit 11,7 % und Abdul Raschid Dostum mit 10,0 %. 

## Wahlvorbereitungen
Im Petersberger Abkommen vom Dezember 2001 wurde ein Stufenplan vereinbart, der unter anderem die Bildung einer Übergangsverwaltung und als letzten Schritt demokratische Wahlen vorsah. 
Anfang 2003 begann die Unterstützungsmission der Vereinten Nationen (UNAMA) mit den Vorbereitungen zur Registrierung der afghanischen Wähler.
Am 26. Juli 2003 verkündete Übergangspräsident Hamid Karzai per Dekret die Bildung einer aus sechs Mitgliedern bestehenden Wahlkommission (englisch: Interim Afghan Electoral Commission). Ihre Aufgabe bestand unterer anderem darin, mit der Übergangsregierung und der Unterstützungsmission der Vereinten Nationen (UNAMA) zusammenzuarbeiten. 
Die sechs Mitglieder der Wahlkommission und fünf Wahlexperten der UNAMA bildeten zusammen das Joint Electoral Management Body (JEMB). Am 18. Februar 2004 wurden noch zwei zusätzliche, aber nicht stimmberechtigte Mitglieder aufgenommen, der Direktor des Electoral Secretariat und der UNAMA Electoral Adviser.   
Am 27. Mai 2004 verabschiedete die Übergangsregierung ein Wahlgesetz. 
Ursprünglich hätte die Wahl im Juli 2004, genauer am 5. Juli 2004, stattfinden sollen, aber sie wurde erst in den September und dann in den Oktober verschoben. Die Gründe dafür waren die langsame Registrierung der Wähler und das dafür fehlende Geld. Gelegentlich war zu lesen, dass der Termin auf jeden Fall vor den Präsidentschaftswahlen in den Vereinigten Staaten am 2. November 2004 liegen sollte. 
Im Sommer 2004 begann die Registrierung der Wähler.
Am 8. August 2004 schuf das JEMB eine Medienkommission, bestehend aus vier afghanischen und zwei internationalen Mitgliedern und einem kleinen Stab. Ihre Aufgabe war es, die Medienberichterstattung zu beobachten.

## Sicherheitsfragen
Es kam immer wieder zu tödlichen Anschlägen gegenüber Afghanen, die beispielsweise Wahlscheine bei sich trugen, und Afghanen, die die Wahl vorbereiteten. Die Taliban sprachen sich wiederholt dagegen aus, dass Frauen wählen und öffentliche Ämter ausüben dürfen.